# کالین استوسی
کالین استوسی (انگلیسی: Colin Stüssi؛ زادهٔ ۴ ژوئن ۱۹۹۳) دوچرخه‌سوار اهل سوئیس است.
از باشگاه‌هایی که در آن بازی کرده‌است می‌توان به روت–آکروس اشاره کرد.